# Кюнцельзау
Кюнцельзау (нім. Künzelsau) — місто в Німеччині, знаходиться в землі Баден-Вюртемберг. Підпорядковується адміністративному округу Штутгарт. Адміністративный центр району Гоенлое.
Площа — 75,17 км2. Населення становить 15 389 ос. (станом на 31 грудня 2020).